# Balud
Balud is een gemeente in de Filipijnse provincie Masbate op gelijknamige eiland Masbate. Bij de census van 2020 telde de gemeente ruim 40 duizend inwoners.

## Geografie

### Bestuurlijke indeling
Balud is onderverdeeld in de volgende 32 barangays:
| - Baybay - Bongcanaway - Calumpang - Cantil - Casamongan - Danao - Dao - Guinbanwahan - Ilaya - Jangan - Jintotolo | - Mabuhay - Mapili - Mapitogo - Pajo - Palane - Panguiranan - Panubigan - Poblacion - Pulanduta - Quinayangan Diotay - Quinayangan Tonga | - Salvacion - Sampad - San Andres - San Antonio - Sapatos - Talisay - Tonga - Ubo - Victory - Villa Alvarez |

### Bevolkingsgroei
Balud had bij de census van 2020 een inwoneraantal van 40.155 mensen. Dit waren 2.031 mensen (5,33%) meer dan bij de vorige census van 2015. Ten opzichte van de census van 2000 was het aantal inwoners gegroeid met 10.087 mensen (33,55%). De gemiddelde jaarlijkse groei in die periode kwam daarmee uit op 1,46%, hetgeen lager was dan het landelijk jaarlijks gemiddelde over deze periode (1,79%).

De bevolkingsdichtheid van Balud was ten tijde van de laatste census, met 40.155 inwoners op 231 km², 173,8 mensen per km².